# Tribunus militum consulari potestate
A tribunus militum consulari potestate (azaz consuli hatalmú katonai tribunus) Római Köztársaság legfőbb magistraturája volt a Kr. e. 5. század második és a Kr. e. 4. század első felében.
Amikor Kr. e. 445-ben Caius Canuleius néptribunus javasolta, hogy a consuli tisztség nyíljon meg a plebeiusok számára is, a politikai életet irányító patriciusok a kísérletet azzal csáklyázták meg, hogy a következő évben 3, consuli jogkörökkel felruházott katonai tribunust választottak az állam élére. Hogy ennek mi volt pontosan a haszna, az nem ismert, ugyanis a tisztséget plebejus is betölthette, sőt bármikor szabadon visszatérhettek a consuli címhez. Ezért aztán a Kr. e. 444-367 közötti időszakban mintegy 50 alkalommal vezették katonai tribunusok az államügyeket, a fennmaradó időközökben pedig consulok.
A katonai tribunusokat a comitia centuriata választotta, valószínűleg szerényebb külsőségek közt, mint a consulokat. Számuk 3-4 körül mozgott, majd Kr. e. 405-ben hatra emelkedett. Mivel a censorokat kollégáiknak tekintették, helyenként 8 katonai tribunusról olvashatunk. A tisztséget végül Caius Licinius Stolo néptribunus javaslatára törölték el Kr. e. 367-ben.